# Temporada 1979-80 de los Golden State Warriors
La temporada 1979-80 fue la trigésimo cuarta de los Warriors en la NBA, la decimoctava en el Área de la Bahía de San Francisco, a donde llegaron procedentes de Filadelfia, y la novena en la ciudad de Oakland con la denominación de Golden State Warriors. La temporada regular acabó con 24 victorias y 58 derrotas, acabando en la undécima posición de la Conferencia Oeste, no logrando clasificarse para los playoffs.

## Elecciones en elDraft
| Ronda | Puesto | Jugador        | Posición | Nacionalidad   | Universidad   |
| ----- | ------ | -------------- | -------- | -------------- | ------------- |
| 3     | 54     | Cheese Johnson | Alero    | Estados Unidos | Wichita State |
| 4     | 82     | Jerry Sichting | Base     | Estados Unidos | Purdue        |
| 8     | 155    | Mario Butler   | Pívot    | Panamá         | Briar Cliff*  |

## Temporada regular
| División Pacífico        | División Pacífico | División Pacífico | División Pacífico | División Pacífico | División Pacífico | División Pacífico | División Pacífico | División Pacífico |
| Equipo                   | G                 | P                 | %                 | PD                | Casa              | Fuera             | Div               |                   |
| ------------------------ | ----------------- | ----------------- | ----------------- | ----------------- | ----------------- | ----------------- | ----------------- | ----------------- |
| y-Los Angeles Lakers     | 60                | 22                | .732              | –                 | 37–4              | 23–18             | 19–11             |                   |
| x-Seattle SuperSonics    | 56                | 26                | .683              | 4                 | 33–8              | 23–18             | 18–12             |                   |
| x-Phoenix Suns           | 55                | 27                | .671              | 5                 | 37–5              | 18–22             | 19–11             |                   |
| x-Portland Trail Blazers | 38                | 44                | .463              | 22                | 26–15             | 12–29             | 13–17             |                   |
| San Diego Clippers       | 35                | 47                | .427              | 25                | 24–17             | 11–30             | 13–17             |                   |
| Golden State Warriors    | 24                | 58                | .293              | 36                | 15–26             | 9–32              | 8–22              |                   |

## Estadísticas
| Rk | Jugador          | Edad | P  | PT | MP   | TC  | TCI  | %TC  | T3  | T3I | %T3  | TL  | TLI | %TL  | RO  | RD  | RT   | AS  | RB  | TAP | BP  | FP  | PTS  |
| -- | ---------------- | ---- | -- | -- | ---- | --- | ---- | ---- | --- | --- | ---- | --- | --- | ---- | --- | --- | ---- | --- | --- | --- | --- | --- | ---- |
| 1  | Sonny Parker     | 24   | 82 |    | 34.7 | 5.9 | 12.0 | .489 | 0.0 | 0.0 | .000 | 2.9 | 3.7 | .785 | 2.0 | 3.6 | 5.7  | 3.1 | 2.1 | 0.4 | 2.0 | 2.4 | 14.7 |
| 2  | John Lucas       | 26   | 80 |    | 34.5 | 4.9 | 10.4 | .467 | 0.2 | 0.5 | .286 | 2.8 | 3.6 | .768 | 0.8 | 2.0 | 2.8  | 7.5 | 1.7 | 0.0 | 2.3 | 2.5 | 12.6 |
| 3  | Phil Smith       | 27   | 51 |    | 30.4 | 6.4 | 13.4 | .474 | 0.1 | 0.4 | .318 | 2.6 | 3.4 | .789 | 0.5 | 2.3 | 2.9  | 3.7 | 1.2 | 0.3 | 2.4 | 3.0 | 15.5 |
| 4  | Robert Parish    | 26   | 72 |    | 29.4 | 7.1 | 14.0 | .507 | 0.0 | 0.0 | .000 | 2.8 | 3.9 | .715 | 3.4 | 7.4 | 10.9 | 1.7 | 0.8 | 1.6 | 3.1 | 3.4 | 17.0 |
| 5  | Purvis Short     | 22   | 62 |    | 26.4 | 7.4 | 14.8 | .503 | 0.0 | 0.1 | .000 | 2.2 | 2.7 | .812 | 1.9 | 3.2 | 5.1  | 2.0 | 1.0 | 0.1 | 2.0 | 3.0 | 17.0 |
| 6  | Jo Jo White      | 33   | 78 |    | 26.3 | 4.3 | 9.1  | .476 | 0.0 | 0.1 | .167 | 1.2 | 1.5 | .851 | 0.5 | 1.8 | 2.3  | 3.1 | 1.1 | 0.2 | 2.0 | 2.4 | 9.9  |
| 7  | Wayne Cooper     | 23   | 79 |    | 22.5 | 4.6 | 9.5  | .489 | 0.0 | 0.1 | .250 | 1.7 | 2.3 | .751 | 2.6 | 3.9 | 6.4  | 0.5 | 0.3 | 1.0 | 1.8 | 3.1 | 11.0 |
| 8  | Clifford Ray     | 31   | 81 |    | 20.8 | 2.5 | 4.7  | .530 | 0.0 | 0.0 | .000 | 1.0 | 1.8 | .564 | 1.5 | 4.2 | 5.8  | 2.3 | 0.6 | 0.4 | 1.9 | 3.3 | 6.0  |
| 9  | Tom Abernethy    | 25   | 67 |    | 18.2 | 2.3 | 4.7  | .481 | 0.0 | 0.0 | .000 | 0.8 | 1.2 | .683 | 0.9 | 1.9 | 2.9  | 1.3 | 0.5 | 0.2 | 0.6 | 1.8 | 5.4  |
| 10 | Raymond Townsend | 24   | 75 |    | 15.5 | 2.3 | 5.6  | .406 | 0.1 | 0.3 | .154 | 0.8 | 1.1 | .714 | 0.4 | 0.7 | 1.2  | 1.5 | 0.8 | 0.1 | 0.9 | 1.5 | 5.4  |
| 11 | Darnell Hillman  | 30   | 49 |    | 14.4 | 1.7 | 3.7  | .458 | 0.0 | 0.0 |      | 0.7 | 1.4 | .500 | 1.2 | 2.5 | 3.7  | 1.0 | 0.4 | 0.5 | 1.2 | 2.6 | 4.0  |
| 12 | Bubba Wilson     | 24   | 16 |    | 8.9  | 0.4 | 1.6  | .280 | 0.0 | 0.0 |      | 0.2 | 0.4 | .500 | 0.4 | 0.6 | 1.0  | 0.8 | 0.1 | 0.0 | 0.5 | 0.7 | 1.1  |
| 13 | John Coughran    | 28   | 24 |    | 6.7  | 1.2 | 3.4  | .358 | 0.1 | 0.4 | .222 | 0.3 | 0.6 | .571 | 0.1 | 0.7 | 0.8  | 0.5 | 0.3 | 0.0 | 0.5 | 1.0 | 2.8  |
| 14 | Cheese Johnson   | 22   | 9  |    | 5.9  | 1.3 | 3.3  | .400 | 0.0 | 0.0 |      | 0.3 | 0.6 | .600 | 0.7 | 0.9 | 1.6  | 0.2 | 0.1 | 0.0 | 0.4 | 1.2 | 3.0  |